# Muhammad Afzal
Muhammad Afzal (urdu ‏محمد افضل‎, ur. 7 kwietnia 1939 w Lahaurze, zm. 21 kwietnia 2020 w Nowym Jorku) – pakistański zapaśnik walczący w stylu wolnym. Olimpijczyk z Tokio 1964, gdzie zajął dziesiąte miejsce w kategorii do 78 kg.
Zmarł w Nowym Jorku na COVID-19.

## Letnie Igrzyska Olimpijskie 1964
| Konkurencja      | Rundy eliminacyjne   | Rundy eliminacyjne       | Rundy eliminacyjne        | Rundy eliminacyjne              | Klas. końcowa |
| Konkurencja      | Przeciwnik I         | Przeciwnik II            | Przeciwnik III            | Przeciwnik IV                   | Miejsce       |
| ---------------- | -------------------- | ------------------------ | ------------------------- | ------------------------------- | ------------- |
| 78 kg styl wolny | Károly Bajkó (HUN) P | Choi Byeong-seop (KOR) Z | Petko Dermendżiew (BGR) Z | Mohammad Ali Sanatkaran (IRI) P | 10.           |